# Joaquim Beltran Antonino
Joaquim Beltran Antonino   (la Vall d'Uixó, 1948 - 27 d'agost de 1996), conegut també com Ximo Beltran, va ser un mestre i escriptor valencià.
El 1974 va prendre possessió del càrrec de Delegat Local de Cultura de la Vall d'Uixó.
La seua obra, escrita en català, engloba narrativa tradicional i literatura juvenil:
- Boira en Pipa i boira en el Castell… (1993), un conjunt d’anècdotes, llegendes i diverses històries relacionades amb la Vall d’Uixó.
- …Pica espart i fes cordell (1994), segona part de l’anterior obra.
- El llibre de la Vall, un quadern d'exercicis per a xiquets amb la finalitat de promoure l'ús del valencià i el coneixement de la cultura de la Vall d'Uixó, escrit amb la col·laboració dels seus alumnes i d'altres mestres de la localitat i editat per l’Ajuntament de la Vall d’Uixó.
- Un treball perillós (1997), obra pòstuma adreçada al públic infantil i juvenil, editada per Edicions Voramar i que suposa un «testimoni d’amistat» de l'editorial envers l’autor.[2]

Es va celebrar un homenatge a Joaquim Beltran en la II Fira del llibre de la Vall d’Uixó l’any 2016.